# 米飴
米飴（こめあめ）は、米やうるち米、もち米などに含まれるデンプンを糖化することで作られる甘味料。原料となる米の種類や加工方法により、黄金色から赤銅色を呈する粘性の液体である。

## 製法
製造方法は水飴の酵素糖化法と似ており、古くは発芽玄米中の糖化酵素を用いていたのが、後により効率の良い大麦麦芽が利用されるようになったのも水飴と同様である。ただし米飴は総じて伝統的製法で製造されており、酸糖化法は用いられていない。
伝統的製法による米飴の製造工程はおおよそ以下の通り。
- 原料となる米を炊く。
- 炊きあがった米に麦芽とぬるま湯を加え、一晩おく。
- 糖化が進むと、液体が褐色に変化する。米と麦芽を布で濾してこの液体を抽出する。
- 液体を煮詰め、灰汁をとる。
- さらに水分が蒸発し、飴状になるまで煮詰める。

## 利用方法
利用方法も水飴と共通する部分が多い。飴としてそのまま食べるほか、和菓子の甘味料やつや出しに、あるいは砂糖の代替品としてマクロビオティックで広く利用されている。

## 歴史
米飴の起源は定かではないが、日本において砂糖が普及するまでは地域によらず甘味料として広く利用されてきた。